# Любимівська сільська рада (Вишгородський район)
Любимівська сільська рада — колишній орган місцевого самоврядування у Вишгородському районі Київської області. Адміністративний центр — село Любимівка.

## Загальні відомості
Любимівська сільська рада утворена в 1919 році.

## Населені пункти
Сільській раді підпорядковані населені пункти:
- с. Любимівка
- с. Андріївка
- с. Сичівка

## Склад ради
Рада складалася з 12 депутатів та голови.

### Керівний склад попередніх скликань
| ПІБ                            | Основні відомості                                                 | Дата обрання | Дата звільнення |
| ------------------------------ | ----------------------------------------------------------------- | ------------ | --------------- |
| Будай Надія Костянтинівна      | Сільський голова, 1962 року народження, освіта вища, позапартійна | 26.03.2006   | 31.10.2015      |
| Музиченко Олександр Михайлович | Сільський голова, освіта вища, безпартійний                       | 31.10.2015   |                 |

Примітка: таблиця складена за даними джерела